# نسيء (شهر مصري)
نسيء هو الشهر الثالث عشر والأخير من التقويم المصري. وهو يبدأ من 6 سبتمبر إلى 10 سبتمبر. وهو آخر أشهر موسم «شمو» (أي: الحصاد) في مصر القديمة.